# Valeriano González Abraído
Valeriano González Abraído (1908/1910 en Ribadeo - 1948 en Buenos Aires), fue un tenor español de la primera mitad del siglo XX.
Nacido en Ribadeo entre 1908 y 1910. Hijo del pintor ribadense Manuel González Ulloa y de Ramona Abraído Mosquera, nacida en el barrio de Triana de San Miguel de Reinante. Recibe clases de violín desde los cinco años. Y todavía adolescente le nombran director del coro ferrolano Ecos da Terra, lo que motiva su decisión de dedicarse al canto en vez de al violín.   
Desde 1929, prosiguió sus estudios de violín y canto en el Conservatorio Superior de Música de Madrid. La asociación Lar Gallego de la capital le nombra responsable de la sección cultural. Terminados sus estudios en Madrid, la Diputación de Lugo le becó para ampliar su formación en Milán (Italia). Recibió clases de profesores como Rafaele Grani, de impostación y arte escénica, y Alfredo Cecchi, ex tenor.
Alternando con sus estudios en Milán ofreció galas, entre 1931 y 1933, en el Teatro de Ribadeo (el 3 de septiembre de 1933), en el Círculo de las Artes de Lugo (febrero de 1932) y en otras localidades de la provincia que sirvieron para obtener ingresos y apoyos a su carrera. Ya convertido en tenor profesional, se dio el nombre artístico de Tito González. Ofreció actuaciones, entre otras ciudades, en Niza, Génova, Milán, París, Madrid o Barcelona. Las crónicas de la época hablan de un tenor de reputada fama a nivel mundial. 
Entre sus conciertos cabe destacar el de San Miguel de Reinante en 1932 (la madre del tenor era natural de San Miguel, los indianos tenían, entre otros salones, el Salón Tirabeque para baile y conciertos, y la pianista que lo acompañó, Blanca Maseda, era hija de Inocente Maseda, un emigrante que se enriqueció en Cuba). También fue memorable uno de los últimos, el que, según el diario La Vanguardia de Barcelona, ofreció el 4 de mayo de 1946 para celebrar el cincuentenario del Real Club de Polo de Barcelona, organizado por la revista ¡Hola! en el Hotel Ritz. 
Falleció en Buenos Aires, Argentina.